# Giáo hoàng Gioan VII
 Gioan VII (Tiếng Latinh: Joannes VII) là vị giáo hoàng thứ 86 của Giáo hội Công giáo. Theo niên giám tòa thánh năm 1806 thì ông đắc cử Giáo hoàng năm 705 và cai quản giáo hội trong 2 năm 7 tháng và 17 ngày. Niên giám tòa thánh năm 2003 xác định triều đại của ông kéo dài từ ngày 1 tháng 3 năm 705 cho tới ngày 18 tháng 10 năm 707.
Giáo hoàng Joannes sinh tại Rossano di Calabria. Ông không chấp nhận mưu đồ đen tối của hoàng đế Justinianus II là kẻ đã khởi xướng những cuộc tàn sát khiến cho các dân tộc La Tinh ngày càng xa cách nhau và xa cách với Đông Phương. Ông chống lại Justinian II. Ông trở lại nắm quyền và đưa ý kiến của một vị Giáo hoàng lên như thể một giáo huấn để chống lại Constantinople. 